# The Human League
The Human League je britanski new wave/synthpop sastav osnovan u Sheffieldu u rujnu 1977. godine. Sastav su osnovali Martyn Ware, Ian Craig Marsh i Philip Oakey. Najpoznatija pjesma sastava "Don't You Want Me" objavljena je 1981.

## Povijest sastava

### 1977-79: Prve godine
Martyn Ware i Ian Craig Marsh radili su kao kompjutorski operateri 1977. i kombinirali su s velikim interesom pop i avantgardnu elektronsku glazbu. Nabavili su jedan Roland System 100 sintesajzer i započinju stvarati glazbu. Osnivaju sastav The Future zajedno s Adiom Newtonom. Newton napušta sastav a Phil Oakey postaje novi pjevač. Oakey im je bio školski prijatelj i prije tog nije bio član ni jednog sastava. Nedugo zatim uzimaju naziv The Human League, kojeg su posudili iz znanstveno fantastične igre Starforce: Alpha Centauri. Ova prva postava je bila poprilično uspješna sa svoja dva albuma Reproduction 1979. i Travelogue 1980. koji su se popeli na Top 40 britanske ljestvice. Imali su i uspješan hit Being Boiled 1978. 

### 1980-85: Raspad i uspjesi
Originalna postava se razilazi kada Martyn Ware Ian Craig Marsh napuštaju sastav a Wright i Oakey nedugo zatim objavljuju singl "Boys and Girls". Martyn Ware i Ian Craig Marsh osnivaju sastav Heaven 17.
Da bi ispunilu uvjete ugovora za turneju po Europi angažiraju basistu Iana Burdena i dvije pjevačice: Susanne Sulley Joanne Catherall. Sulley i Catherall su sreli Oakeya u jednom noćnon klubu u Sheffieldu. Obe su bile 17-godišnje studentice bez ikakvog iskustva u glazbenoj industriji.
Martin Rushent je postao producent sastava 1981. i singl "The Sound of the Crowd"  dobro prolazi na top ljestvicama. Jo Callis (prijašnji gitarist sastava The Rezillos) pridružuje se sastavu i tada izdaju njihov najuspješniji album Dare objavljen 1981. Na albumu Dare pojavile su se uspješnice
poput "Open Your Heart", "Love Action (I Believe in Love)" i naravno "Don't You Want Me". "Don't You Want Me"se ubrzo penje na prvu poziciju engleske ljestvice. Ljeta 1982. penje se i na prvo mjesto američke top ljestvice. Za ove hitove sastav je napravio kvalitetne video spotove, između ostalih za pjesmu "Love Action" koji je bio inspiriran filmom Diplomac. Human League postaju jednim od vodećih sastava unutar synthpop žanra a i dio struje novog romantizma.
Human League je 1982. imao hit "Mirror Man" koji se popeo na drugo mjesto engljeske ljestvice. Ipak nisu uspijevali postići istu popularnost kao s albumom Dare između ostalog zato što je producent Martin Rushent napustio projekat. Objavili su 1983. još jedan uspješan singl "(Keep Feeling) Fascination" no objava planiranog albuma je stalno odgađana. 1984. godine izdaju singl "The Lebanon" i album Hysteria. 
Suradnja između Oakeya i Giorgia Morodera odvijala se 1985. pod nazivom Philip Oakey & Giorgio Moroder. Duo je objavio pjesmu "Together in Electric Dreams" koju je također i Human League izvodio.
Na albumu Crash iz 1986. surađivali su s američkim producentima Jimmyjem Jamom i Terryjem Lewisom koji su prije između ostalih surađivali s Janet Jackson. S tog albuma dolazi posljednji veliki hit sastava "Human" koji se iznenađujuće popeo na prvo mjesto američke i osmo mjesto engleske top ljestvice.

### Poslije 1986.
Poslije 1986. sastav nije imao zapaženijih komercijalnih uspjeha. Danas Human League čine Philip Oakey, Susan Ann Sulley i Joanne Catherall. Sastav je 2011. objavio svoj deseti album "Credo" i još uvijek nastupa na turnejama.

## Diskografija
- Reproduction (1979.)
- Travelogue (1980.)
- Dare (1981.)
- Hysteria (1984.)
- Crash (1986.)
- Romantic? (1990.)
- Octopus? (1995.)
- Secrets (2001.)
- Credo (2011.)